# گونار هوکرت
گونار هوکرت (فنلاندی: Gunnar Höckert؛ ۱۲ فوریه ۱۹۱۰ – ۱۱ فوریه ۱۹۴۰) دونده دو استقامت اهل فنلاند بود.
وی در مسابقات کشوری و بین‌المللی در مجموع برندهٔ ۱ مدال طلا شده‌است.